# بوريفوي دورديفيتش
بوريفوي دورديفيتش ، من مواليد 2 أغسطس 1948 ، لاعب كرة قدم يوغسلافي سابق.
لعب مع منتخب يوغسلافيا لكرة القدم.

## مسيرته الكروية
لعب بوريفوي دورديفيتش خلال مسيرته الاحترافية مع 3 أندية في خمسة عشر موسمًا وسجل خلالها 34 هدفًا ضمن 285 مباراة. حيث فاز في موسم واحد بالكأس وفي موسمين بالدوري.
خاض بوريفوي دورديفيتش مسيرته مع نادي بارتيزان في موسم 1965–66 ليلعب معه أحد عشر موسمًا، مشاركًا في 210 مباراة سجل خلالها 21 هدفًا. ثم انتقل إلى نادي باناثينايكوس في موسم 1976–77 ولمدة موسمين، حيث شارك في 23 مباراة سجل خلالها 5 أهداف. لينتقل بعدها إلى اينتراخت ترير 05 ‏ في موسم 1978–79 ولمدة موسمين، مشاركًا في 52 مباراة سجل خلالها 8 أهداف.

## روابط خارجية
- بوريفوي دورديفيتش على موقع قاعدة بيانات كرة القدم.إي يو (الإنجليزية)
- بوريفوي دورديفيتش على موقع ناشيونال فوتبول تيمز (الإنجليزية)
- بوريفوي دورديفيتش على موقع Soccerway.com (الإنجليزية)
- بوريفوي دورديفيتش على موقع عالم كرة القدم.نت (الإنجليزية)